# Rue Monseigneur-Rodhain
Pour les articles homonymes, voir Rodhain.
La rue Monseigneur-Rodhain est une voie du 10e arrondissement de Paris, en France.

## Situation et accès
La rue Monseigneur-Rodhain est une voie publique située dans le 10e arrondissement de Paris. Elle débute au 135, quai de Valmy et se termine au 2, rue Robert-Blache.

## Origine du nom

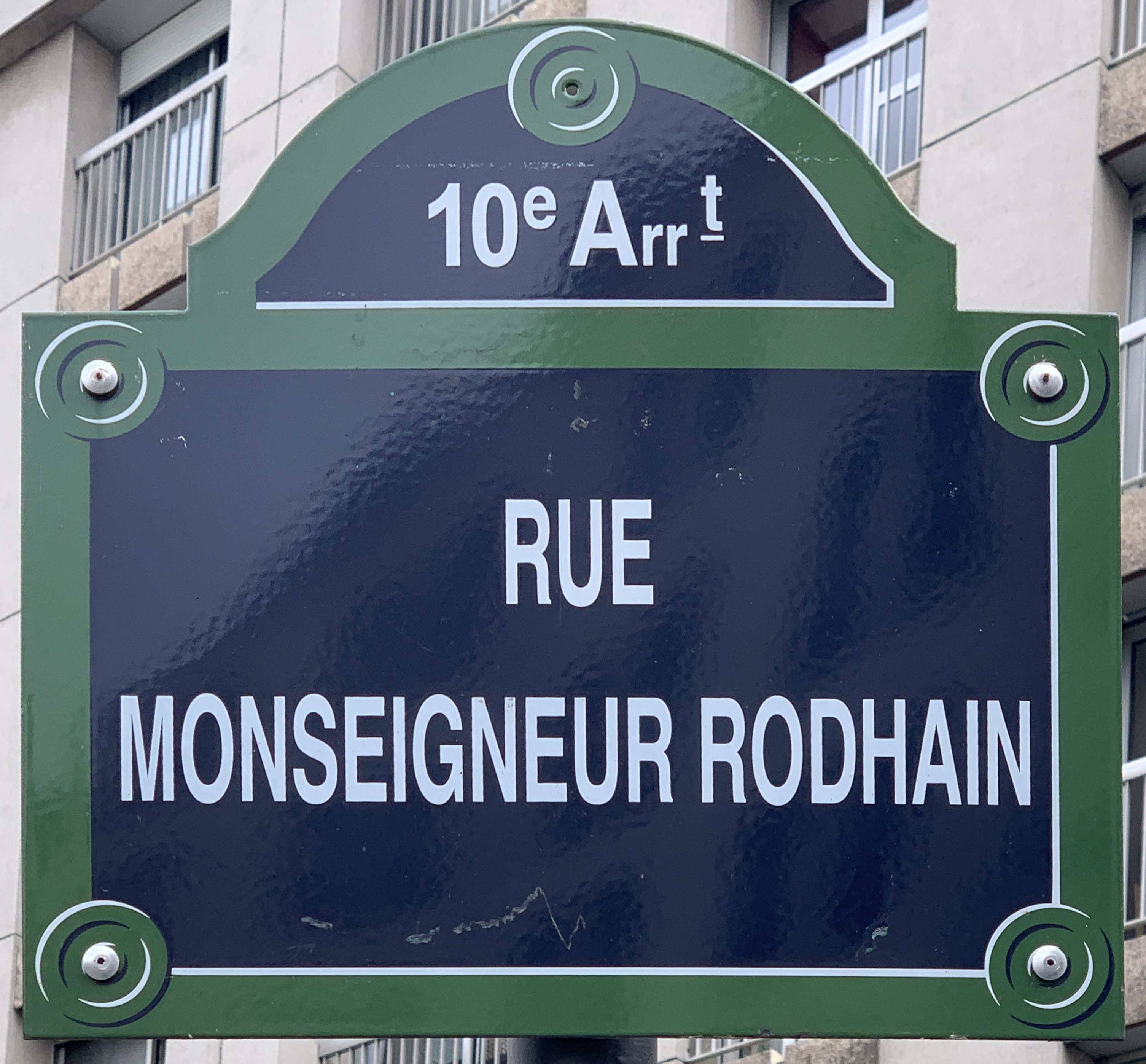
Plaque de la rue.

Elle est nommée en l'honneur de Mgr Jean Rodhain (1900-1977), premier secrétaire général du Secours catholique.

## Historique
La place a été créée sous le nom provisoire de « voie N/10 » et a pris sa dénomination actuelle par arrêté municipal 26 novembre 1984.

## Bâtiments remarquables et lieux de mémoire
- Square Madeleine-Tribolati